# Douglas Luiz Soares de Paulo
Douglas Luiz Soares de Paulo (nascut el 9 de maig de 1998), més conegut simplement com a Douglas Luiz, és un futbolista professional brasiler que juga com a migcampista per la Juventus de la Sèrie A.

## Palmarès
- Equip de l'any del Campeonato Carioca: 2017[1]